# Kurt Oskar Bark
Kurt Oskar Bark (* 3. Januar 1895 in Hermannsruhe, Kreis Strasburg, Uckermark; † um 1952 in Goslar) war ein deutscher Schriftsteller und politischer Aktivist.

## Leben und Tätigkeit

### Frühes Leben
Bark war ein Sohn des Lehrers Otto Bark und seiner Ehefrau Selma, geb. Knopf. Er besuchte das Gymnasium bis zur Primareife. Nach Beginn des Ersten Weltkriegs trat er im August 1914 in das Fußartillerie-Regiment 15 in Graudenz ein. Er wurde während der folgenden vier Kriegsjahre sowohl an der West- als auch an der Ostfront eingesetzt. Am 23. Oktober 1918 wurde er zum Leutnant der Reserve befördert.

### Weimarer Republik
Nach dem Ende des Krieges trat Bark in das Freikorps Roßbach ein, mit dem er zunächst am Grenzschutz Ost teilnahm. Er gehörte dem Freikorps Roßbach und seinen geheimen Nachfolgeorganisationen anschließend bis 1925 an.
Von 1919 bis 1921 fungierte Bark als Adjutant des Führers des Freikorps Roßbach, Gerhard Roßbach, bzw. als Ordonnanzoffizier beim Abteilungsstab. Während dieser Zeit nahm Bark insbesondere an dem von Oktober bis Dezember 1919 dauernden Zug des Freikorps Roßbach von Westpreußen nach Lettland teil. Während dieser Expedition zog die Truppe bis Thorensberg bei Riga, befreite die dort von der Lettischen Unabhängigkeitsarmee eingeschlossene Eiserne Division (einen Verband von nach Kriegsende im Baltikum zurückgebliebenen deutschen Truppen), um sich anschließend mit dieser zu vereinigen und gemeinsam ins Deutsche Reichsgebiet zu fliehen.
Im März 1920 beteiligte Bark sich mit der Roßbach-Organisation am Kapp-Putsch gegen die Republikanische Regierung. Anschließend war er mit dabei, als das Freikorps als Jäger-Regiment 37 an der Niederschlagung der linken Arbeiteraufstände teilnahm, die während des „Ruhrkrieges“ im April 1920 ausbrachen.
Barks Militärzeit endete offiziell mit der offiziellen Auflösung des Freikorps am 20. Mai 1920. Anschließend gehörte er der Arbeitsgemeinschaft Roßbach an, einer Tarnorganisation in deren Gestalt das Freikorps bis Ende 1921 weiterexistierte. Aufgrund seiner publizistischen Fähigkeiten übernahm Bark es außerdem, im Sommer 1920 ein offizielles Mitteilungsblatt für die Roßbachorganisation zu gründen, das den Titel Der Kamerad („Wochenschrift für Frontgeist und Wehr-Recht“) erhielt und mit Unterbrechung bis 1925 erschien. Bark fungierte dabei als Chefredakteur und Herausgeber.
1921 nahm Bark an den Kämpfen zwischen den deutschen und polnischen Freiwilligenverbänden um die zukünftige staatliche Zugehörigkeit von Oberschlesien während des 3. Oberschlesischen Aufstandes im Sommer 1921 teil. Anschließend nahm er die politische und Presse-Abteilung der Organisationsleitung der Roßbachorganisation wahr.
1922 lernte Bark während des Tages von Coburg Adolf Hitler kennen, den er für die Arbeit der ehemaligen Roßbach-Organisation interessierte, was mit zu der Ende 1922 einsetzenden engen Zusammenarbeit der Nachfolgeorganisation des formal aufgelösten Freikorps und der frühen NSDAP beitrug. Diese Zusammenarbeit manifestierte sich im November 1922 in der Integration der von Edmund Heines geführten bayerischen Roßbach-Abteilung in die nationalsozialistische Sturmabteilung (SA).
Ende 1922 beteiligte Bark sich an der Gründung der Großdeutschen Arbeiterpartei, einem Ableger der NSDAP in Norddeutschland, während er nach dem Verbot der NSDAP im November 1923 während des Jahres 1924 in der Deutschvölkischen Freiheitspartei (DVFP) aktiv war, deren Jugendgruppe er organisierte.
Von 1924 bis 1925 führte Bark stellvertretend den Gau Mecklenburg-Lübeck des Frontbanns.
Nach der Einstellung des Kameraden im Jahr 1925 und dem weitgehenden Eingehen der Nachfolgeorganisationen des Freikorps Roßbach im Jahr 1925, arbeite Bark ab 1926 als Schriftleiter bei der in Breslau erscheinenden völkisch-nationalistisch ausgerichteten Wochenzeitung Schlesische Volksstimme. Später wurde er auch Herausgeber dieses Blatts. Während seiner Tätigkeit bei der Volksstimme wurden zahlreiche Untersuchungen und Verfahren gegen Bark geführt wegen Delikten wie Verstoß gegen das Republikschutzgesetz oder Beleidigung der jüdischen Religionsgemeinschaft. Hintergrund waren republikfeindliche und antisemitische Artikel, die er verfasste und/oder herausgab.
Seit 1930 war Bark freischaffender Schriftsteller und Redakteur. 1930 und 1931 war Bark Berichterstatter beim Pressedienst der nationalsozialistischen Reichstagsfraktion und Gerichtsberichterstatter. 1931 war er Mitarbeiter und Hauptschriftleiter des Großdeutschen Pressedienstes in Berlin. Außerdem besorgte er den Umbruch der Frankfurter Nationalzeitung. Nationalsozialistische Tageszeitung, die später in der Oderzeitung aufging.
Der NSDAP trat Bark zum 1. Mai 1932 bei (Mitgliedsnummer 1.104.016). Zu dieser Zeit trat er auch der SA bei, in der er von 1932 bis 1933 als Sturmführer dem Stab der Gruppe Frankfurt/Oder unter Siegfried Kasche angehörte. Von 1933 bis 1934 gehörte Bark dann als SA-Sturmführer z.b.V. dem Stabe der SA-Obergruppe III unter dem SA-Kommandeur für die Provinz Schlesien (und ehemaligen Roßbach-Mann) Edmund Heines an.

### Zeit des Nationalsozialismus
Im Juli 1933 erhielt Bark eine Anstellung beim Deutschlandsender, bei dem er in der Presseabteilung tätig war. Daneben war er weiterhin beim Großdeutschen Pressedienst und außerdem für die Arbeitsgemeinschaft Schadenverhütung und andere Blätter und Stellen tätig. Das besondere Interesse Barks während der 1930er Jahre galt den Problemen der deutschen Volksgruppen jenseits der Reichsgrenzen, so dass er auch für volksdeutsche Blätter in den entsprechenden Ländern galt. Aufgrund eines nervösen Leidens war Bark von 1934 bis 1940 gesundheitlich eingeschränkt.
In den 1930er Jahren veröffentlichte Bark außerdem eine Reihe von Erinnerungsbüchern über seine Erlebnisse mit dem Freikorps Roßbach wie Deutsche Wacht an der Weichsel und Roßbachs Marsch ins Baltikum.
Ab dem 17. August 1943 gehörte Bark erneut dem Militär an. Ab August 1943 besuchte er einen Offizierseinweisungslehrgang beim Grenadierersatzbataillon 323 in Potsdam.

## Ehe und Familie
1921 heiratete Bark Irmgard Dittmann († 1933). Aus der Ehe, die später geschieden wurde, gingen zwei Kinder hervor. In zweiter Ehe heiratete er 1941 Bertha Bühler.

## Schriften
- Die Tat und ihr Rahmen, in: Der Heines-Prozeß. Ein Kapitel deutscher Notzeit, München 1929.
- Deutsche Wacht an der Weichsel. Erlebnisse, 1931
- SA Gruppe Ostmark, Kampf und Entwicklung 1926–1933, 1933.
- Roßbachs Marsch ins Baltikum, in: Ernst von Salomon (Hrsg.): Das Buch vom Freikorpskämpfer, Berlin 1938, S. 202–206.